# 한성중학교
한성중학교(漢城中學校)는 대한민국 서울특별시 서대문구 북아현동에 있는 사립 중학교이다.

## 학교 연혁
- 1928년 9월 25일 : 경성실업 전수학교(3년제) 설립 인가, 독립신문이 발간된 역사적인 관동(館洞) 독립관에서 개교
- 1933년 3월 24일 : 설립자 겸산 김주익 선생 교장 취임
- 1935년 4월 3일 : 종로구 송현동 교사로 이전
- 1936년 3월 20일 : 한성상업학교(3년제) 설립 인가, 경성실업학교 폐교, 교명을 한성(漢城)으로 정하고 본격적인 민족교육 실시
- 1939년 4월 1일 : 학칙 변경으로 한성상업학교 제1본과(3년제), 제2본과(5년제) 병치(제1본과 졸업횟수 8회 졸업생수 600명, 제2본과 졸업횟수 4회 졸업생수 296명)
- 1940년 8월 1일 : 북아현동 현교사 기공
- 1941년 7월 29일 : 현교사(본관, 후관) 준공 이전
- 1945년 11월 30일 : 인문계 한성중학교(6년제)로 전환(졸업횟수 4회, 졸업생수 266명)
- 1948년 6월 11일 : 재단법인 한성학원 설립인가, 겸산 김주익 선생 이사장 취임
- 1951년 9월 1일 : 교육법 개정으로 한성중학교(3년제), 한성고등학교(3년제)로 분리
- 1951년 9월 6일 : 부산 광복동 3가 용두산에 전시 가교사 개교
- 1956년 11월 1일 : 별관 준공
- 1964년 1월 24일 : 학교법인 한성학원으로 조직 변경 인가
- 1973년 5월 28일 : 김병호 선생 이사장 취임
- 1974년 7월 15일 : 재단 단일화로 본 학원 중흥의 기틀이 마련됨
- 1975년 9월 1일 : 태권도부 창설
- 1976년 6월 28일 : 문무관 준공(체육관 개관)
- 1982년 2월 28일 : 신관 준공(지하 1층, 지상 5층, 강당 포함)
- 2004년 9월 1일 : 멀티미디어 도서관 준공
- 2009년 7월 10일 : 다목적 교실동 개관
- 2023년 2월 9일 : 제72회 졸업식 거행
- 2023년 9월 1일 : 강신정 교장 취임

## 참고 자료
- 한성중학교 - 한국교육학술정보원 학교알리미